# Galleria mellonella
Galleria mellonella, molia mare a cerii, este un dăunător al albinelor melifere. Moliile cerii au fost observate pentru prima dată în America de Nord în 1806.